# Wyżni Harnaski Staw
Wyżni Harnaski Staw (słow. Starolesnianske pleso, niem. Fuchssee, węg. Fuchs-tó) – staw położony na wysokości 1986 m n.p.m. (według niektórych źródeł 1983, 2000 m), w Dolinie Staroleśnej, w słowackich Tatrach Wysokich. Pomiary pracowników TANAP-u z lat 60. XX w. wykazują, że ma on powierzchnię 0,711 ha, wymiary 130 × 70 m i głębokość ok. 4,2 m. Jest to bezodpływowe jezioro, leżące w małej kotlince. Wyżni Harnaski Staw jest największym z grupy pięciu Harnaskich Stawów wchodzących w skład 27 Staroleśnych Stawów. Pozostałe to Niżni Harnaski Staw, Pośredni Harnaski Staw, Wyżnie Harnaskie Oko i Niżnie Harnaskie Oko.
7 maja 1969 nad północno-wschodnim brzegiem Wyżniego Harnaskiego Stawu miał miejsce wypadek – spadający śmigłowiec zabił ratownika TANAP-u.

## Nazewnictwo
Nazwy niemiecka i węgierska zostały nadane w 1901 r. i odnoszą się do Friedricha Fuchsa – geodetę i kartografa. Nazwa niemiecka została mylnie przetłumaczona jako pochodząca od nazwy zwierzęcia (niem. Fuchs = pol. lis = czes. i słow. líška), więc staw w 1918 r. nazwano Líščie pleso. Polska nazwa – Wyżni Harnaski Staw podawana jest przez Wielką encyklopedię tatrzańską. Dawniej była w użyciu również nazwa Wyżni Staw Staroleśny. Taką nazwę tego stawu podaje Józef Nyka w swoim przewodniku Tatry słowackie, obecnie jest ona uważana za nieprawidłową.

## Szlaki turystyczne
– żółty szlak jednokierunkowy prowadzący ze Schroniska Téryego przez Czerwoną Ławkę do Schroniska Zbójnickiego (staw znajduje się przy szlaku, blisko Schroniska Zbójnickiego).
- Czas przejścia ze Schroniska Téryego na przełęcz: 1:30 h
- Czas przejścia z przełęczy do Schroniska Zbójnickiego: 1:45 h